# Starboy
Starboy är det tredje studioalbumet av den kanadensiska sångaren The Weeknd. Albumet släpptes den 25 november 2016 och föregicks av två singlar; Starboy och I Feel It Coming, båda två i samarbete med den franska duon Daft Punk. Efter albumets släpp marknadsfördes även Party Monster, Reminder, Rockin', Die For You och Secrets som singlar. 
Albumet blev en kommersiell succé. Efter albumet sett en ytterligare ökning i popularitet under 2023, särskilt i samband med att Die For You (och dess officiella remix ihop med Ariana Grande) blev stor på TikTok, släpptes även en deluxe-utgåva den 14 mars 2023.

## Låtlista

### Standardutgåva
| Nr           | Titel                                 | Längd |
| ------------ | ------------------------------------- | ----- |
| 1.           | Starboy (med Daft Punk)               | 3:50  |
| 2.           | Party Monster                         | 4:09  |
| 3.           | False Alarm                           | 3:40  |
| 4.           | Reminder                              | 3:38  |
| 5.           | Rockin'                               | 3:52  |
| 6.           | Secrets                               | 4:25  |
| 7.           | True Colors                           | 3:26  |
| 8.           | Stargirl Interlude (med Lana Del Rey) | 1:51  |
| 9.           | Sidewalks (med Kendrick Lamar)        | 3:51  |
| 10.          | Six Feet Under                        | 3:57  |
| 11.          | Love To Lay                           | 3:43  |
| 12.          | A Lonely Night                        | 3:40  |
| 13.          | Attention                             |       |
| 14.          | Ordinary Life                         | 3:17  |
| 15.          | Nothing Without You                   | 3:41  |
| 16.          | All I Know (med Future)               | 5:21  |
| 17.          | Die For You                           | 4:20  |
| 18.          | I Feel It Coming (med Daft Punk)      | 4:29  |
| Total längd: | Total längd:                          | 68:40 |

### Deluxe-utgåva 14 mars 2023
| Nr           | Titel                                          | Längd |
| ------------ | ---------------------------------------------- | ----- |
| 19.          | Die For You - Remix (med Ariana Grande)        | 3:53  |
| 20.          | Starboy - Kygo Remix                           | 4:04  |
| 21.          | Reminder - Remix (med Young Thug & ASAP Rocky) | 3:32  |
| Total längd: | Total längd:                                   | 80:09 |